# Asociația Europeană Pentru Apărarea Drepturilor Omului
Asociația Europeană Pentru Apărarea Drepturilor Omului (AEPADO)  este o organizație neguvernamentală, non-profit și apolitică din România care are ca scop apărarea și promovarea prin toate mijloacele legale a drepturilor civile, politice, economice, sociale și culturale.
AEPADO este o platformă de acțiune pentru tineri. Un mediu de lansare și manifestare a tinerilor talentați din toate domeniile de activitate, fără nici un fel de diferențiere.

## Obiective
Principalele obiective ale asociației sunt:
- Promovarea tinerilor capabili de performanță,
- Apărarea drepturilor omului,
- Promovarea valorilor naționale în context european,
- Promovarea valorilor europene la nivel național.

## Grupul țintă
Grupul țintă al asociației  sunt tinerii între 14 și 35 de ani.

## Proiecte și programe
Principalele programe sunt în educație, cultură, dialog intercultural, protecția socială, prevenirea consumului de stupefiante și apărarea drepturilor omului.
Principalele proiecte întreprinse de asociație sunt „Fii constient, NU dependent”, „Dialog fără frontiere” și „Fii artfel! Da culoare ideilor tale!”